# Coupe de Tunisie de football 2006-2007
Navigation
Coupe de Tunisie 2005-2006 Coupe de Tunisie 2007-2008
La coupe de Tunisie de football 2006-2007 est la 50e édition de la coupe de Tunisie, la 75e depuis 1923. C'est une compétition à élimination directe mettant aux prises des centaines de clubs de football amateurs et professionnels à travers la Tunisie. Elle est organisée par la Fédération tunisienne de football (FTF) et ses ligues régionales.

## Résultats

### Tour préliminaire
Le tour préliminaire est disputé le 21 octobre 2006.
- Ligue 4 Nord :
  - Jeunesse sportive d'El Omrane - Étoile sportive de Tajerouine : Forfait
  - Ettadhamen Sports - Flèche sportive de Ras Jebel :  2 - 0
  - Avenir sportif de Oued Ellil - Club sportif des cheminots : 0 - 1
  - Union sportive de Siliana - Jeunesse sportive de Tebourba : 2 - 0
  - Avenir sportif de Mohammedia - Vague sportive de Menzel Abderrahmane : 3 - 4
  - Éclair de Testour - Sporting Club de Ben Arous : Forfait
  - El Alia Sports - Dahmani Athlétique Club : 4 - 2
- Ligue 4 Centre :
  - Stade nabeulien - Ennahdha sportive de Jemmel : Forfait
  - Grombalia Sports - Enfida Sports : 4 - 1
  - Espoir sportif de Haffouz - Stade soussien :  1 - 0
  - Moltaka sportif de Bir Bouregba - Hirondelle sportive de Kalâa Kebira : 1 -  2
  - Club sportif de Chebba  - Club sportif de Hajeb El Ayoun : Forfait
  - Nasr sportif de Touza - Club sportif de Menzel Bouzelfa : 1 - 1 ( 5 - 4 t. a. b.)
  - Aigle sportif de Téboulba - Club sportif hilalien : 1 - 5
- Ligue 4 Sud :
  - Ghomrassen Sports - Progrès sportif de sakiet-Eddaier : Forfait
  - Étoile olympique de Sidi Bouzid - Croissant sportif de Redeyef : Forfait
  - Oasis sportive de Chenini - La Palme de Tozeur Avenir : 2 - 1
  - Union sportive de Zarzis - Étoile sportive de Fériana : Forfait
  - Union sportive de Ben Guerdane - Étoile sportive d'El Jem : Forfait
  - Avenir sportif de Souk Lahad - Football Mdhilla Club : 2 - 2 (4 - 5 t. a. b.)
  - Club sportif de Hzag - Union sportive de Tataouine : Forfait

### Premier tour
Ce tour est disputé par 87 clubs : quatorze (Ligue 2), seize (Ligue 3), 21 clubs de Ligue 4 qualifiés à l'issue du tour préliminaire et 36 représentant les ligues régionales (Ligue 5), à raison de quatre clubs par ligue.
- Clubs de Ligue 2 entre eux : 
  - El Makarem de Mahdia - Olympique du Kef : 1 - 2
- Clubs de Ligue 2 contre clubs de Ligue 3 : 
  -  Espoir sportif de Jerba (Ligue 2) - Club sportif de Makthar (Ligue 3) : 2 - 1
- Clubs de Ligue 2 contre clubs de Ligue 4 : 
  - Étoile olympique de Sidi Bouzid (Ligue 4) - Club sportif de Korba (Ligue 2) : 1 - 1 (4 - 3 t. a. b.)
  - Étoile sportive de Béni Khalled (Ligue 2) - El Alia Sports (Ligue 4) : 6 - 1
  - Jendouba Sports (Ligue 2) - Union sportive de Ben Guerdane (Ligue 4) : Forfait
  - Jeunesse sportive kairouanaise (Ligue 2) - Jeunesse sportive d'El Omrane (Ligue 4) : 4 - 0
  - Stade nabeulien (Ligue 4) - Avenir sportif de Gabès (Ligue 2) : 2 - 3 (a. p.)
  - Association sportive de l'Ariana (Ligue 2) - Club sportif des cheminots (Ligue 4) : 0 - 0 (2 - 3 t. a. b.)
- Clubs de Ligue 2 contre clubs de Ligue 5 : 
  - STIR sportive de Zarzouna (Ligue 2) - Club Ahly de Sfax (Ligue 5 Sfax) : 2 - 0
  - Club olympique de Médenine (Ligue 2) - Widad sportif d'El Hamma (Ligue 5 Gabès) : 1 - 0
  - Stade gabésien (Ligue 2) - Tinja Sports (Ligue 5 Bizerte) : Forfait
  - Avenir sportif de Kasserine (Ligue 2) - Gazelle sportive de Bekalta (Ligue 5 Monastir) : Forfait
  - Association sportive de Djerba (Ligue 2) - Association sportive Ittihad (Ligue 5 Tunis) : Forfait
- Clubs de Ligue 3 entre eux : 
  - Étoile sportive de Métlaoui– El Ahly Mateur : 3 - 0
  - Sfax railway sport - Stade africain de Menzel Bourguiba : 0 - 1
  - Sporting Club de Moknine - Club olympique des transports : 2 - 0 (a. p.)
- Clubs de Ligue 3 contre clubs de Ligue 4 : 
  - Association Mégrine Sport (Ligue 3) - Ettadhamen Sports (Ligue 4) : 0 - 0 (4 - 5 t. a. b.)
  - Ghomrassen Sports (Ligue 4) - Union sportive de Bousalem (Ligue 3) : 0 - 6
- Clubs de Ligue 3 contre clubs de Ligue 5 : 
  - Astre sportif de Degache (Ligue 5 Gafsa) - Kalâa Sport (Ligue 3) : 0 - 1
  - Étoile sportive du Fahs (Ligue 3) - Union sportive de Ksibet el-Médiouni (Ligue 5 Monastir) : Forfait
  - Stade sportif sfaxien (Ligue 3) - Association sportive de Ghardimaou (Ligue 5 Bizerte) : 6 - 0
  - Océano Club de Kerkennah (Ligue 3) - Gazelle sportive de Moularès (Ligue 5 Gafsa) : 3 - 1
  - Croissant sportif de M'saken (Ligue 3) - Flèche sportive de Zéramdine (Ligue 5 Monastir) : 6 - 1
  - Union sportive de Sidi Bou Ali (Ligue 5 Sousse) - Union sportive de Sbeïtla (Ligue 3) : 0 - 0 (5 - 3 t. a. b.)
  - Mouldia Manouba (Ligue 3) - Club sportif de Fouchana (Ligue 5 Tunis) : 1 - 0
- Clubs de Ligue 4 entre eux : 
  - Oasis sportive de Chenini - Grombalia Sports : 0 - 1
  - Club sportif de Hzag - Hirondelle sportive de Kalâa Kebira : 2 - 1
- Clubs de Ligue 4 contre clubs de Ligue 5 : 
  - Étoile sportive de Bouficha (Ligue 5 Sousse) - Vague sportive de Menzel Abderrahmane (Ligue 4) : 0 - 1
  - Avenir populaire de Soliman (Ligue 5 Nabeul) - Nasr sportif de Touza (Ligue 4) : 0 - 1 (a. p.)
  - Croissant sportif de Chebba (Ligue 4) - Aigle sportif de Jilma (Ligue 5 Sfax) : 4 - 1 (a. p.)
  - Football Mdhilla Club (Ligue 4) - Football Club de Jérissa (Ligue 5 Le Kef) : 0 - 0 (10 - 11 t. a. b.)
  - Union sportive de Siliana (Ligue 4) - Astre sportif de Menzel Jemil (Ligue 5 Bizerte) : 1 - 0
  - Club sportif hilalien (Ligue 4) - Aigle sportif de Métline (Ligue 5 Bizerte) : 5 - 0
  - Union sportive de Zarzis (Ligue 4) - Union sportive de Métouia (Ligue 5 Gabès) : Forfait
  - Astre sportif de Zaouiet Sousse (Ligue 5 Sousse) - Éclair de Testour (Ligue 4) : 3 - 2
  - Espoir sportif de Haffouz - Flèche sportive de Gafsa-Ksar (Ligue 5 Gafsa) : 2 - 1
- Clubs de Ligue 5 entre eux : 
  - Jeunesse sportive de La Soukra (Ligue 5 Tunis) - Club sportif de Nefta (Ligue 5 Gafsa) : 3 - 1
  - Espérance sportive de Menzel Temime (Ligue 5 Nabeul) - Club sportif de Rouhia (Ligue 5 Le Kef) : 3 - 0
  - Club sportif de Jebeniana (Ligue 5 Sfax) - Étoile sportive de Oueslatia (Ligue 5 Sousse) : Forfait
  - Club sportif de Khniss (Ligue 5 Monastir) - Étoile sportive de Radès (Ligue 5 Tunis) : 0 - 1
  - Étoile sportive de Gaâfour (Ligue 5 Le Kef) - Espoir sportif de Tazarka (Ligue 5 Nabeul) : 0 - 2
  - Avenir sportif de Rejiche (Ligue 5 Sfax) - Union sportive de Zriba (Ligue 5 Nabeul) : 3 - 2
  - Teboulbou sport de Gabès (Ligue 5 Gabès) - Union sportive Jerba-Ajim (Ligue 5 Gabès) : 1 - 2
  - Safia sportive de Ksour (Ligue 5 Le Kef) : qualifié directement.

### Deuxième tour
Le deuxième tour est disputé le 3 décembre 2006, Ce tour réunit 52 clubs : les 44 qualifiés du premier tour et huit clubs de la Ligue 1, alors que les six autres — le Club africain, l'Espérance sportive de Tunis, le Club sportif sfaxien, l'Étoile sportive du Sahel, l'Espérance sportive de Zarzis et l'Union sportive monastirienne — sont qualifiés d'office pour les seizièmes de finale.
- Stade africain de Menzel Bourguiba - Kalâa Sport : 1 - 0
- Olympique du Kef - Étoile olympique La Goulette Kram (Ligue 1) : 1 - 1 (3 - 2 t. a. b.)
- STIR sportive de Zarzouna - El Gawafel sportives de Gafsa (Ligue 1) : 3 - 3 (3 - 4 t. a. b.)
- Espoir sportif de Hammam Sousse (Ligue 1) - Étoile sportive de Radès : 1 - 0
- Club sportif de Hammam Lif (Ligue 1) - Club sportif de Jebeniana : 3 - 0
- Avenir sportif de Rejiche - Avenir sportif de La Marsa (Ligue 1) : 0 - 1
- Espoir sportif de Haffouz - Stade tunisien (Ligue 1) : 1 - 3
- Espoir sportif de Tazarka - Olympique de Béja (Ligue 1) : 0 - 2
- Club athlétique bizertin (Ligue 1) - Astre sportif de Zaouiet Sousse : 2 - 0
- Jeunesse sportive kairouanaise - Club sportif hilalien : 4 - 0
- Avenir sportif de Kasserine - Union sportive de Zarzis : 2 - 0
- Union sportive de Siliana - Jendouba Sports : 1 - 3
- Union sportive de Sbeïtla - Espoir sportif de Jerba : 0 - 0 (2 - 3, t.a.b .)
- Étoile olympique de Sidi Bouzid - Avenir sportif de Gabès : 0 - 2
- Club olympique de Médenine - Jeunesse sportive de La Soukra : 4 - 2
- Union sportive de Bousalem - Stade gabésien : 2 - 1
- Club sportif de Hzag - Étoile sportive de Béni Khalled : 1 - 0
- Grombalia Sports - Association sportive de Djerba : 0 - 1
- Ettadhamen Sports - Croissant sportif de Chebba : 2 - 2 (1 - 4 t. a. b.)
- Mouldia Manouba - Croissant sportif de M'saken : 1 - 0
- Océano Club de Kerkennah - Stade sportif sfaxien : 1 - 1 (3 - 1 t. a. b.)
- Football Club de Jérissa - Espérance sportive de Menzel Temime : 0 - 0 (4 - 5 t. a. b.)
- Étoile sportive de Métlaoui - Sporting Club de Moknine : 0 - 1
- Safia sportive de Ksour - Étoile sportive du Fahs : 0 - 1
- Vague sportive de Menzel Abderrahmane - Nasr sportif de Touza :  2 - 0
- Club sportif des cheminots - Union sportive Jerba-Ajim : 4 - 1

### Seizièmes de finale
Ce tour est disputé par 32 clubs : les six clubs les mieux classés de la Ligue 1 lors du championnat 2005-2006 et les 26 qualifiés du tour précédent.
| Date            | Équipe 1                              | Équipe 2                            | Score 90' | Score Prol. | Tirs au but |
| 14 janvier 2007 | Croissant sportif de Chebba           | Sporting Club de Moknine            | 3 - 3     | 3 - 3       | 6 - 7       |
| 14 janvier 2007 | Olympique de Béja                     | Avenir sportif de Gabès             | 1 - 0     |             |             |
| 14 janvier 2007 | Océano Club de Kerkennah              | Club sportif des cheminots          | 1 - 0     |             |             |
| 14 janvier 2007 | Club sportif de Hzag                  | Club olympique de Médenine          | 2 - 1     |             |             |
| 14 janvier 2007 | Stade africain de Menzel Bourguiba    | Espérance sportive de Tunis         | 0 - 1     |             |             |
| 14 janvier 2007 | Mouldia Manouba                       | Avenir sportif de Kasserine         | 1' - 0    |             |             |
| 14 janvier 2007 | Vague sportive de Menzel Abderrahmane | Espérance sportive de Menzel Temime | 3 - 3     | 3 - 3       | 1 - 3       |
| 14 janvier 2007 | Union sportive de Bousalem            | El Gawafel sportives de Gafsa       | 3 - 2     |             |             |
| 14 janvier 2007 | Club africain                         | Espérance sportive de Zarzis        | 0 - 1     |             |             |
| 14 janvier 2007 | Jendouba Sports                       | Jeunesse sportive kairouanaise      | 0 - 0     | 4 - 2       |             |
| 14 janvier 2007 | Union sportive monastirienne          | Avenir sportif de La Marsa          | 1 - 0     |             |             |
| 14 janvier 2007 | Étoile sportive du Fahs               | Club athlétique bizertin            | 0 - 1     |             |             |
| 14 janvier 2007 | Stade tunisien                        | Espoir sportif de Hammam Sousse     | 5 - 1     |             |             |
| 14 janvier 2007 | Club sportif sfaxien                  | Olympique du Kef                    | 0 - 1     |             |             |
| 14 janvier 2007 | Club sportif de Hammam Lif            | Espoir sportif de Jerba             | 1 - 0     |             |             |
| 14 janvier 2007 | Association sportive de Djerba        | Étoile sportive du Sahel            | 0 - 2     |             |             |

### Huitièmes de finale
| Date            | Équipe 1                            | Équipe 2                     | Score 90' | Score Prol. | Tirs au but |
| 11 février 2007 | Espérance sportive de Zarzis        | Union sportive de Bousalem   | 1 - 0     |             |             |
| 11 février 2007 | Club sportif de Hzag                | Jendouba Sports              | 1 - 3     |             |             |
| 11 février 2007 | Espérance sportive de Menzel Temime | Union sportive monastirienne | 1 - 4     |             |             |
| 11 février 2007 | Sporting Club de Moknine            | Club sportif de Hammam Lif   | 1- 1      | 1 - 1       | 4 - 5       |
| 11 février 2007 | Stade tunisien                      | Étoile sportive du Sahel     | 2 - 3     |             |             |
| 11 février 2007 | Mouldia Manouba                     | Océano Club de Kerkennah     | 0 - 0     | 0 - 0       | 3 - 4       |
| 11 février 2007 | Olympique du Kef                    | Club athlétique bizertin     | 1 - 2     |             |             |
| 15 février 2007 | Olympique de Béja                   | Espérance sportive de Tunis  | 1 - 2     |             |             |

### Quarts de finale
| Date        | Équipe 1                     | Équipe 2                     | Score 90' | Score Prol. | Tirs au but |
| 4 mars 2007 | Espérance sportive de Zarzis | Union sportive monastirienne | 0 - 2     |             |             |
| 4 mars 2007 | Océano Club de Kerkennah     | Club athlétique bizertin     | 2 - 2     | 2 - 3       |             |
| 4 mars 2007 | Club sportif de Hammam Lif   | Étoile sportive du Sahel     | 0 - 0     | 0 - 0       | 4 - 3       |
| 6 mars 2007 | Espérance sportive de Tunis  | Jendouba Sports              | 3 - 0     |             |             |

### Demi-finales
| Date       | Équipe 1                    | Équipe 2                     | Score 90' | Score Prol. | Tirs au but |
| 4 mai 2007 | Club athlétique bizertin    | Club sportif de Hammam Lif   | 1 - 0     |             |             |
| 4 mai 2007 | Espérance sportive de Tunis | Union sportive monastirienne | 2 - 0     |             |             |

### Finale
| Date        | Équipe 1                    | Équipe 2                 | Score 90' | Score Prol. | Tirs au but |
| 20 mai 2007 | Espérance sportive de Tunis | Club athlétique bizertin | 2 - 1     |             |             |

Le match est arbitré par un trio espagnol composé de Eduardo Iturralde González, Victoriano Diaz Casado et Aurelio Asensio rodriguez. Issam Rahmouni officie comme quatrième arbitre.

## Meilleurs buteurs
Kamel Zaiem (EST), Abdelmajid Ben Belgacem (USMo) et Amir Akrout (ST) marquent chacun trois buts à partir des seizièmes de finale, en faisant les meilleurs buteurs de la compétition. 